# Matias Helt Jepsen
Matias Helt Jepsen, född 13 mars 1988 i Herning, Danmark, är en dansk handbollsspelare. Han spelar som mittnia och är en typisk playmaker i sin spelstil.

## Karriär

### Danmark
Helt Jepsen började sin karriär i HC Midtjylland, 2005 deltog han hans lag från Herning i Skadevi handbollscup men förlorade finalen.
Han gick vidare till Tvis Holstebro och gjorde en seniorsäsong i klubben innan han återvände till moderklubben. Efter en säsong var det nära att han skulle skriva på för sin framtida klubb IFK Skövde redan tio år tidigare under Gunnar Blombäck, men då passade det inte hans dåvarande livssituation. Istället flyttade han till AG Köpenhamn. Men även där blev det bara spel en säsong och han flyttade vidare till Fredericia HK. 2011 blev han värvad av Skanderborg Håndbold, där blev det spel två säsonger innan han skrev på för Ribe-Esbjerg HH där han två gånger blev utsedd till danska ligans bästa mittnia, 2014 och 2015. 

### Schweiz
Inför säsongen 2015 skrev Helt Jepsen på för GC Amicitia Zürich i Schweiziska ligan. I januari 2017 gick klubben ut med att de släppte honom på hans eget önskemål, för "han vill testa sig själv i en mer ambitiös klubb".

### Österrike
Han flyttade omedelbart till Handball Tirol i den Österrikiska ligan.

### Sverige
Han kom till Skövde inför säsongen 2018/19 från österrikiska Tirol.
Under sin första säsong 2018/19 var han en av nyckelspelarna som drog upp IFK Skövde från botten av tabellen till toppen, och för det belönades han med att bli invald i ligans All star lag som "Årets Mittnia".
Säsongen 2020/2021 spelade han sin första SM-final med IFK Skövde mot IK Sävehof, det blev silver efter 3-0 i matcher. Men han hade återigen bevisat hur viktig han var för laget.
I början av säsongen 2021/2022 gick IFK Kristianstad ut med att Helt Jepsen hade skrivit på för klubben inför säsongen 2022/2023, Kristianstad hade precis värvat IFK Skövdes gamla succétränare Jonas Wille och det uppgavs att Wille och närheten till Danmark var stora anledningar till flytten. Men han visade ingen tvekan när han i semifinalen 1:5 mot Kristianstad satte den avgörande straffen mot sin framtida klubb. Den säsongen gjorde Helt Jepsen flest assist under och spelade även i SM-final, denna gång mot Ystad IF.
Han var med och blev Svensk mästare och Svensk cupmästare 2023 med IFK Kristianstad. Samma år vann IFK även Handbollsligan, och därmed tog de trippeln som första svenska herrlag. 2024 lämnade Helt Jepsen föreningen, och gick åter till sin moderklubb HC Midtjylland.